# ويليام أ. أ. والاس
ويليام أ. أ. والاس (بالإنجليزية: William A. A. Wallace)‏ هو عسكري أمريكي، ولد في 3 أبريل 1817 في كسينغتون في الولايات المتحدة، وتوفي في 7 يناير 1899 في بيغ فوت في الولايات المتحدة.